# Erzengel-Michael-Kathedrale (Mariupol)

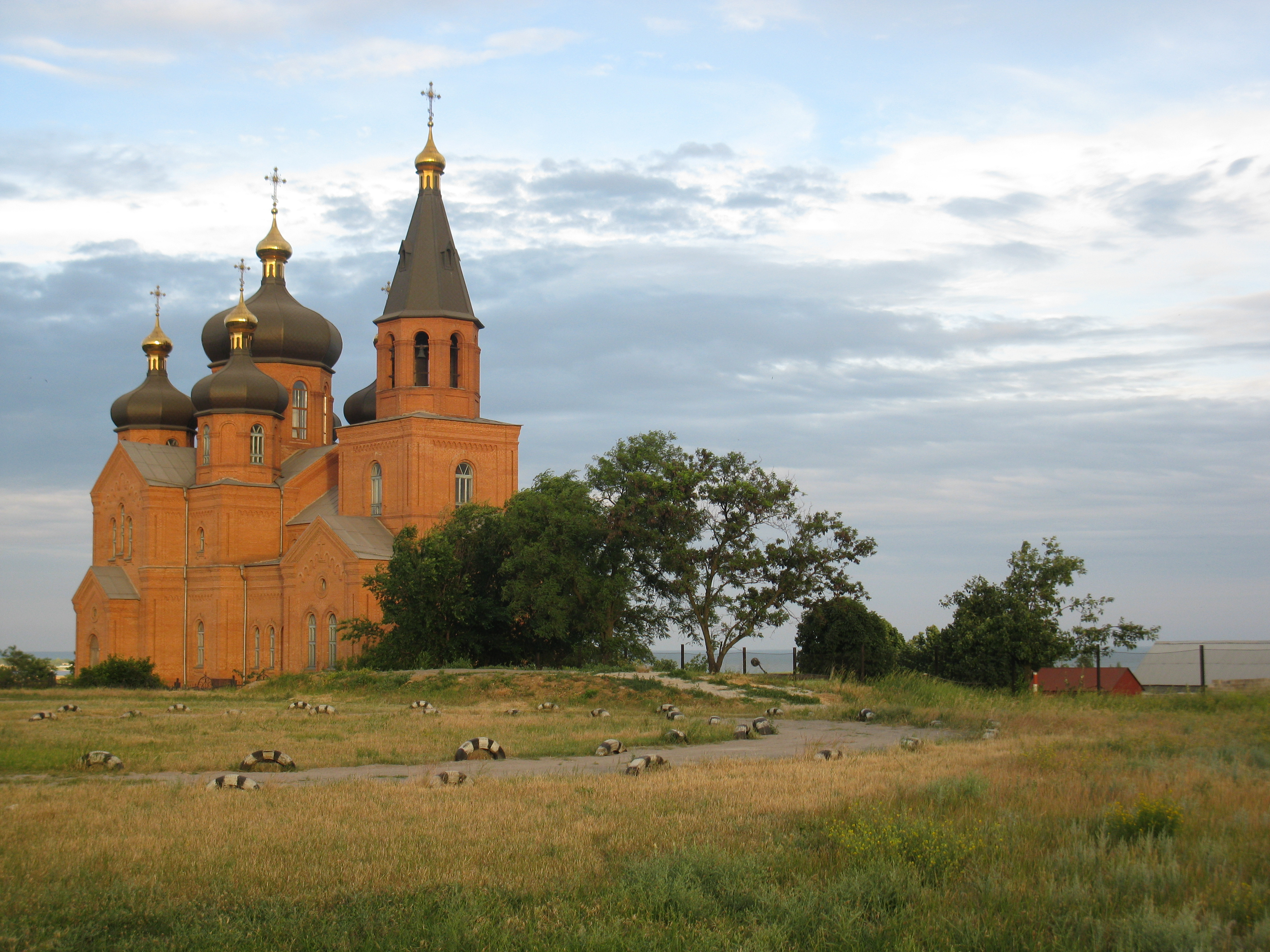
Erzengel-Michael-Kathedrale von Nordwesten (2010)

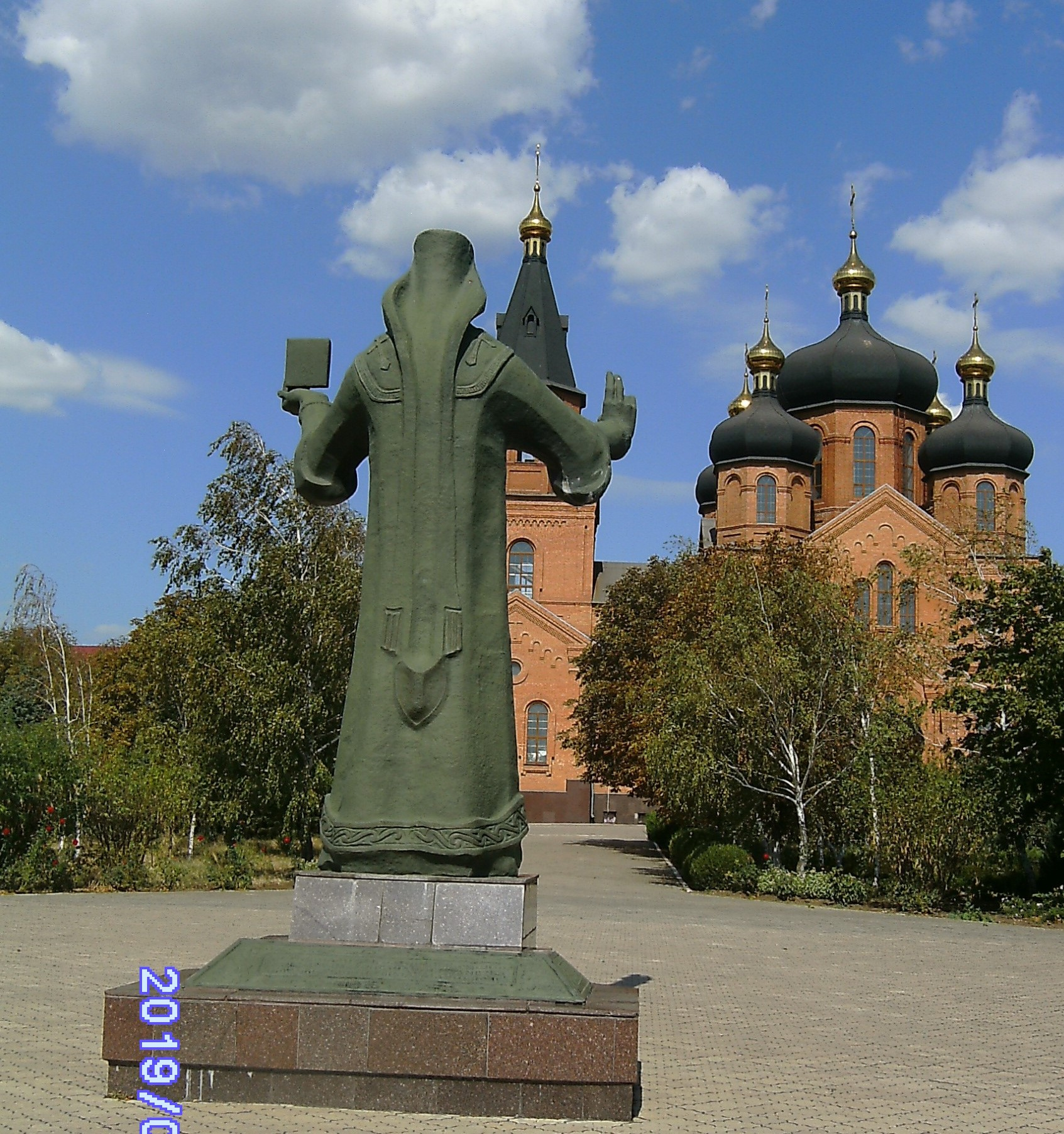
Erzengel-Michael-Kathedrale in Mariupol mit dem Ignatius-Denkmal (2019)

Die Erzengel-Michael-Kathedrale (ukrainisch Собор Святого Архистратига Божого Михаїла, russisch Собор Архистратига Михайла) ist eine Kathedralkirche in der Eparchie Donezk und Mariupol der Ukrainisch-Orthodoxen Kirche Moskauer Patriarchats in Mariupol. Sie wurde beim russischen Angriffskrieg gegen die Ukraine 2022 schwer beschädigt.

## Geschichte
Mit dem Sieg der Bolschewiki im Russischen Bürgerkrieg wurde die Ausübung religiöser Tätigkeiten massiv eingeschränkt. Zunächst wurden in den 1920er Jahren alle Sakralbauten Mariupols geschlossen, dann – in den 1930er Jahren – systematisch alle orthodoxen Kirchen der Stadt gesprengt und abgerissen. Erst als der Verband der kämpfenden Gottlosen – zu dem eine eigene Union der militanten Ungläubigen der Ukraine (ukrainisch Спілка войовничих безвірників України) gehörte – an Einfluss verlor, war religiöses Leben nach außen hin im kleinen Rahmen wieder möglich. Den endgültigen Wandel brachte aber erst die Perestroika, und der Bau der St.-Nikolaus-Kathedrale konnte Ende der 1980er Jahre begonnen werden. Mit der Unabhängigkeit der Ukraine im Jahr 1991 verbesserten sich die Bedingungen für Kirchenneubauten weiter, und die Ukrainisch-Orthodoxe Kirche spaltete sich in eine prorussische (Moskauer Patriarchat; seit 2022 auf diesen Zusatz verzichtend) und eine proukrainische (Kiewer Patriarchat, heute Teil der Orthodoxen Kirche der Ukraine) mit jeweils eigenem Oberhaupt. Beide begannen mit dem Bau neuer Kirchen in Mariupol.

### Entstehung und Sprengel
Eine der ersten Kirchen, die nach der Klärung der Verhältnisse in Mariupol entstand, war die Erzengel-Michael-Kathedrale der Ukrainisch-Orthodoxen Kirche Moskauer Patriarchats, die in den Jahren von 1996 bis 1998 erbaut wurde. Architekten waren V. N. Konstantinow und L. N. Kuzminkow. Die Unterkirche wurde bereits 1997 fertiggestellt. Die St.-Nikolaus-Kathedrale lag nördlich des Stadtzentrums, die Erzengel-Michael-Kathedrale hingegen in der Straße der kämpfenden Befreier (ukrainisch вулиця Воїнів-Визволителів 3) im äußersten Südosten des Rajon Liwobereschna (ukrainisch Лівобережний район, „linksufriger Rajon“), so dass beide Kathedralen der damaligen Ukrainisch-Orthodoxen Kirche Moskauer Patriarchats fast neun Kilometer voneinander entfernt stehen und zwischen ihnen der Kalmius und das Areal des Metallurgischen Kombinats Asow-Stahl zu finden sind.
Dennoch ist die Erzengel-Michael-Kathedrale nicht nur für diesen linksufrigen, östlichen Stadtbezirk zuständig, sondern ihr wurden die meisten neu erbauten Kirchen untergeordnet. Insgesamt gehörten mindestens zwölf Kirchen und zwei Kapellen zum Sprengel. Neben den Kirchen im Rajon Liwobereschna (St. Wladimir, Mariä-Entschlafens-Kirche, Hl.-Fürbitte-Kirche) waren dies auch Kirchen im Norden der Stadt (St.-Ambrosius-Kirche, St.-Charalambos-Kirche, Tempel der Ikone der stillenden Gottesmutter, Kirche der heiligen Märtyrerinnen Fides, Spes, Caritas und ihrer Mutter Sofia, Kirche der heilig-königlichen Passionsträger), Sakralbauten der Strafanstalten (Kapelle der heiligen Anastasia von Sirmium der Priazovsky-Strafkolonie Nr. 107, Hl.-Trauer-Kapelle im Untersuchungsgefängnis und Alexander-Newski-Kirche der Justizvollzugsanstalt Nr. 138) sowie die Dreifaltigkeitskirche im äußersten Westen Mariupols, die St.-Serafim-Kirche von Kamensk, die Mariä-Geburts-Kirche in Talakiwka und die St.-Georgs-Kirche in Sartana.
Da die Kirche in der Amtszeit von Bürgermeister Mychajlo Poschywanow entstand und er selbst Geld in den Bau investierte, wird sie im Volksmund auch „Поживановская церковь“ („Poschywanow-Kirche“) genannt. Im Jahr 2009 wurden die Kuppeln vergoldet, da ihre Stahlvariante zu gewöhnlich aussah. Die bisherige Helmform wurde zugunsten von Hauben aufgegeben. Während der COVID-19-Pandemie in der Ukraine waren zeitweise nur zehn Besucher in den Gottesdiensten erlaubt, weshalb sie ein Fernsehsender aus Mariupol übertrug.

### Beschädigung
Durch die Belagerung von Mariupol und die Besetzung der Stadt durch russische und prorussische Einheiten im Frühjahr 2022 wurden mehrere Kirchen zerstört. Die Kathedrale selbst war davon bereits in der Frühphase betroffen und wurde am 24. März 2022 durch Beschuss beschädigt. Es gab mehrere Granatentreffer. Neben Zerstörungen von Fenstern und an der Fassade, in die mehrere Löcher gerissen wurden, waren besonders die Kuppeln betroffen, deren Dächer teilweise zerstört wurden. Ukrainischen und proukrainischen Angaben zufolge ging der Beschuss von den russischen Angreifern aus. Laut prorussischer Darstellung sind hingegen alle Schäden auf „Nazis“ und „Asowiten“ zurückzuführen, die sich selbst beschossen.
Mitte April 2022 wurde die Kirche wieder geöffnet. Denis Puschilin, der Präsident der international nicht anerkannten Volksrepublik Donezk, ließ sich dort beim Ostergottesdienst fotografieren und kündigte eine Wiederherstellung an, während es in der Stadt noch Kämpfe gab. Die Umsetzung begann bald darauf mit der Kontrolle des Areals und der Schuttberäumung. Da man diese Art von Backstein nicht besorgen könne, solle eine Lückenfüllung mit anderen Materialien erfolgen, wurde Anfang August 2022 vermeldet. Geplant ist eine neue Ikonostase sowie die farbliche Veränderung der roten Kirchenfassade in eine weiße. Finanziert wird der Wiederaufbau über die Achmat-Abdulchamidowitsch-Kadyrow-Stiftung sowie über private Investoren.

## Baubeschreibung und Umfeld
Erbaut wurde eine typische orthodoxe Kirche mit Ostchor, Kreuzkuppel und Glockenturm über dem Westende. Besonders reich wurden die Türen verziert. Die vier kleineren Kuppeln, die die Hauptkuppel umgeben, wurden turmartig hervorgehoben. Konzipiert wurde die Kirche für 200 bis 1000 Besucher. Von Norden führt eine Straße zum Areal, das in einen kleinen Park übergeht; der Kirchengrundriss ist in größeren Ausmaßen um die Kirche herum mit andersfarbigen Steinen hervorgehoben. Nach Süden führt ein Weg zu einer Plattform mit Ausblick auf tiefergelegene Stadtbereiche, einige Dörfer und das Asowsche Meer. Dort stand ein Denkmal für den heiligen Metropoliten Ignatios Kozadinos, der die Stadtentwicklung entscheidend prägte. Die Statue schaute zur Kathedrale und hatte die Hände erhoben. Nach der Zerstörung durch Kriegshandlungen wurde die Ignatios-Statue durch ein Kreuz ersetzt. Die Schule soll wegen der starken Schäden abgerissen und neu erbaut werden.
Im Inneren der Kirche befanden sich Ikonen der lebensspendenden Maria, des Erzengels Michael und des heiligen Nikolaus. Zudem wurden auf dem Areal bei der Kathedrale mehrere Gebäude errichtet, darunter ein Verwaltungsgebäude mit Bibelschule und Notunterkunft. Es gab einen Chor und eine Bibliothek.